# Donald C. Backer
Donald Charles Backer (9 de novembro de 1943 – 25 de julho de 2010) foi um astrofísico estadunidense que trabalhou principalmente em radioastronomia. Backer fez contribuições importantes para a compreensão e o estudo de pulsares (incluindo a descoberta do primeiro pulsar de milissegundo), buracos negros e a época da reionização.

## Biografia
Backer nasceu em Plainfield, New Jersey. Ele estudou na Cornell University, onde obteve um Bacharelado em engenharia física (B.E.P.) em 1966. Recebeu o título de Master of Science em radioastronomia pela Manchester University em 1968, retornando depois a Cornell para concluir seu doutorado em astronomia em 1971. Em seguida, Backer fez pós-doutorado primeiro no NRAO em Charlottesville, Virgínia (1971–1973), e depois na NASA/GSFC em Greenbelt, Maryland (1973–1975). Em 1975, ingressou na University of California, Berkeley como pesquisador no Laboratório de Radioastronomia e se tornou professor de astronomia em Berkeley em 1989. Backer atuou como presidente interino do Departamento de Astronomia de Berkeley de 1998 a 1999, vice-presidente de 1999 a 2001, e presidente de 2002 a 2006 e 2007 a 2008. Em 2008, foi nomeado diretor do Radio Astronomy Laboratory de Berkeley. Backer desmaiou em frente à sua casa e faleceu em 25 de julho de 2010.
Donald C. Backer foi casado com a artista Lutz Bacher por quase 40 anos.

## Pesquisa
O trabalho inicial de Backer foi centrado nos pulsares. Ele descobriu o primeiro pulsar de milissegundo, PSR B1937+21, que gira a 642 Hz (1,558 ms), uma taxa muito além do que se esperava de pulsares antes dessa descoberta. Backer também participou da descoberta de um planeta do tamanho de Júpiter em PSR B1620-26, considerado o mais antigo planeta extrassolar conhecido. Backer foi pioneiro em esforços para detectar ondas gravitacionais oriundas de estrelas de nêutrons em rotação rápida, visando estabelecer limites para o fundo de ondas gravitacionais do universo.
Backer também foi um pioneiro em Interferometria de Longa Linha de Base (Very Long Baseline Interferometry), uma técnica em radioastronomia usada para obter imagens de alta resolução angular de fontes astronômicas. Seus esforços nessa área se concentraram em compreender Sagittarius A*, o buraco negro supermassivo no centro da Via Láctea.
Posteriormente, Backer voltou-se aos estudos sobre a reionização, liderando uma colaboração entre a University of California, Berkeley, a University of Virginia, a University of Pennsylvania e a NRAO, chamada Precision Array for Probing the Epoch of Reionization (PAPER). O projeto consiste em dois arranjos de antenas, um na Virgínia Ocidental e outro na África do Sul. Esses arranjos são telescópios simples de ondas longas, que buscam detectar a linha do hidrogênio desviada para o vermelho de uma época muito remota na história do universo, quando o hidrogênio era neutro; assim, eles estudam os primeiros objetos formados no universo.

## Honrarias
- Recebeu a Karl G. Jansky Lectureship do National Radio Astronomy Observatory em 2003[11]